# Georg Ludwig von Hoppenstedt
Georg Ludwig von Hoppenstedt (zuvor Georg Ludwig Hoppenstedt; Georg von Hoppenstedt; * 10. Juli 1830 in Hildesheim; † 18. April 1894 in Wiesbaden) war ein deutscher Landesökonomierat.

## Leben

### Familie
Georg Ludwig von Hoppenstedt war – ebenso wie der spätere Landgerichtspräsident in Lübeck Karl Hoppenstedt (1834–1910) – ein Großneffe des Verwaltungsjuristen und Staatsmannes sowie Oberbürgermeister von Hannover Georg Ernst Friedrich Hoppenstedt. Der Schauspieler Hubert von Meyerinck (1896–1971) war sein Enkel, die Schauspielerin Gudrun Genest (1914–2013) seine Urenkelin.

### Werdegang
Der in Hildesheim zur Zeit des Königreichs Hannover geborene Georg Ludwig Hoppenstedt besuchte ab 1847 die Polytechnische Schule in der seinerzeitigen Residenzstadt Hannover und sammelte erste berufliche Erfahrungen auf Gütern wie auf dem Gut Winzberg, Gut Rethmar und Gut Steinbrück.
Ab 1854 studierte Hoppenstedt in Jena und in Göttingen. Während seines Studiums wurde er 1854 Mitglied der Burschenschaft Teutonia Jena.
Bereits 1851 hatte er das Gut in Liebenburg gepachtet, ab 1869 kam Schladen hinzu.
1858 wurde Georg Ludwig Hoppenstedt zum Präsidenten des land- und forstwirtschaftlichen Vereins Goslar gewählt. Zudem übernahm er die Nachfolge von Kaufmann in der landwirtschaftlichen Hauptverwaltung Hildesheim, der er ab 1877 als Präsident vorstand.
Georg Ludwig Hoppenstedt engagierte sich insbesondere für die Ausbildung junger Landwirte, bei der Veredelung von Getreide und der Erprobung landwirtschaftlicher Neuheiten. Er führte die Dampfboden-Kultur ein und kultivierte das „Steinfeld“.
1870 begründete Hoppenstedt die Zuckerfabrik Schladen.
Neben anderen Tätigkeiten nahm Hoppenstedt die Aufgaben als Mitglied des Zentral-Ausschusses der landwirtschaftlichen Versuchsstelle Hildesheim wahr, war Vorsitzender des Curatoriums der Landwirtschaftsschule Hildesheim und Präsident des deutschen Milchwirtschafts-Vereins.
Für seine Verdienste wurde Hoppenstedt 1888 als Georg Ludwig von Hoppenstedt von Kaiser Friedrich in den Adelsstand erhoben.